# Heighley Castle

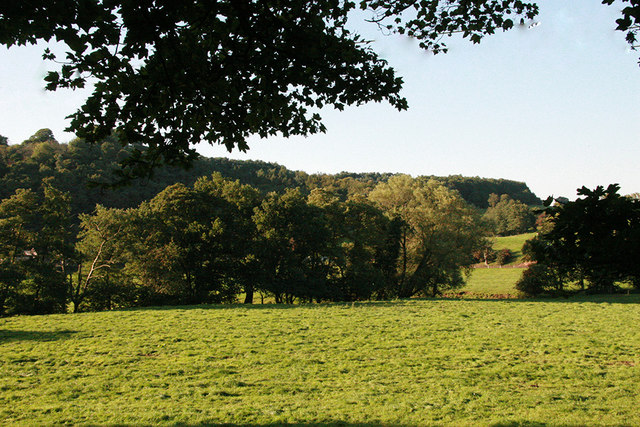
Bergseite von Heighley Castle

Heighley Castle (oder Heleigh Castle) ist eine Burgruine beim Dorf Madeley in der englischen Grafschaft Staffordshire. Die Burg ließ die Familie Audley 1233 fertigstellen und sie war dann über 300 Jahre lang einer ihrer Familiensitze. Die Ruine besteht heute aus Mauerfragmenten, die größtenteils von Pflanzen überwuchert sind. English Heritage hat die Ruine als historisches Bauwerk II. Grades gelistet und sie gilt als Scheduled Monument. Die Burgruine ist heute Privatbesitz und nicht öffentlich zugänglich.

## Geschichte
Heighley Castle wurde auf Geheiß von Henry de Aldithley (ca. 1175–1246) (später: „de Audley“), High Sheriff of Shropshire 1227–1232, errichtet. Er ließ auch das nahegelegene Red Castle (in Shropshire) bauen. Er stattete 1223 die in der Nähe gelegene Zisterzienserabtei der Hl. Maria in Hulton aus und stiftete ihr eine große Menge Landes, das er zum Teil von seiner Mutter ererbt und zum Teil gekauft hatte.
Im englischen Bürgerkrieg wurde sie für die Royalisten unter König Karl I. gehalten und dann in den 1640er-Jahren von parlamentaristischen Truppen zerstört.